# Nu te voi iubi
Nu te voi iubi (în poloneză Nie będę cię kochać) este un film psihologic polonez din 1974, regizat de Janusz Nasfeter⁠(d).

## Rezumat
Anka, o fată sensibilă și delicată în vârstă de 13 ani, locuiește într-un oraș mic de provincie, unde toți oamenii se cunosc între ei. Ajunsă la vârsta adolescenței, fata își petrece timpul visând la prima dragoste și bârfind cu prietenele. Relațiile din familia ei nu decurg însă în modul cel mai armonios. Tatăl ei consumă constant alcool, la fel ca majoritatea bărbaților din localitate, și se îmbată din ce în ce mai des, în timp ce mama Ankăi, după ce încearcă zadarnic să-și convingă soțul să nu mai bea, se resemnează cu propria ei soartă. Părinții Ankăi par să nu înțeleagă nevoile ei. Trimisă adesea să cumpere băutură, fata se simte rușinată și umilită că tatăl ei este alcoolic, iar performanțele ei școlare și sportive se diminuează. Cauza scăderii notelor nu este observată nici de părinți și nici de profesori, care încearcă să evite acest subiect. Singurul care observă suferința Ankăi este colegul ei, Rysiek, care petrece mult timp cu ea și încearcă să o ajute să-și revină.
Într-o zi, când familia aștepta invitați la masă, Anka își găsește tatăl căzut într-un șanț. Temându-se că îl va vedea cineva în această stare, ea îl ajută să se ridice și îl închide în grabă într-o cameră a casei. Adolescenta se răzvrătește și decide să nu-i mai aducă niciodată alcool. Tatăl nu se lasă însă de băutură, iar, atunci când vine acasă din nou beat, Anka fuge cu Rysiek în pădure. Mai târziu, pe drumul de întoarcere spre casă, ea se întâlnește cu tatăl ei, care o lovește cu pumnul în față. Speriată și umilită, fata fuge plângând spre lac.

## Distribuție
- Grażyna Michalska⁠(d) — Anka
- Henryka Dobosz — mama Ankăi
- Tadeusz Janczar⁠(d) — tatăl Ankăi
- Bogdan Izdebski⁠(d) — Rysiek Pukuła „Puk”
- Bożena Fedorczyk⁠(d) — Bożena
- Krzysztof Sierocki — Adaś
- Beata Nowicka — Marysia, sora lui Adaś
- Monika Szatyńska — Agata
- Elżbieta Jodłowska⁠(d) — profesoara de muzică
- Daniela Zybalanka — soția inginerului
- Bogdan Baer⁠(d) — inginerul Władysław
- Tadeusz Bartkowiak⁠(d)
- E. Sierszulska — preceptoarea
- Andrzej Boczula
- J. Janikowska
- Monika Stefanowicz⁠(d)
- Piotr Szczerkowski
- K. Maszyńska
- T. Paluch
- Marek Kubacki
- P. Cichocki
- Janusz Nasfeter⁠(d) — bărbat din local (nemenționat)

## Producție
Nu te voi iubi a fost realizat de compania Zespół Filmowy Iluzjon⁠(d). Filmările au avut loc în anul 1973 în orașul Łagów⁠(d) din voievodatul Sfintei Cruci și la cabana silvică Gronów⁠(d) din voievodatul Lubusz. Filmul a fost realizat pe peliculă color, cu o lungime de 2268 m, și are o durată de 81 de minute.

## Premii
Filmul a fost distins cu două premii:
- Premiul publicului la Festivalul Filmului Polonez de la Gdańsk (1974),[2] pe care l-a împărțit cu filmele Potopul și Nie ma mocnych⁠(d);[4].
- Premiul juriului la Festivalul Internațional de Film pentru Copii și Tineret⁠(d) de la Gijón (1974).[2]